# Iruñerria

Municipis que formen l'àrea metropolitana de Pamplona.

Iruñerria (a vegades referida com àrea metropolitana de Iruña) és un nucli urbà que s'estén entorn de la ciutat de Iruña, la capital de la Comunitat Foral de Navarra, i està delimitat per l'àmbit geogràfic de la Cuenca de Pamplona.
Està formada pels municipis de: Antsoain, Aranguren (Mutiloa), Barañain, Beriain, Berriobeiti (Aitzoain, Berriogoiti, Berriobeiti i Artika), Berriozar, Burlata, Zizur Zendea, Eguesibar (Olatz Txipia, Sarriguren i Gorraitz), Etxauri, Ezkabarte (Arre i Orikain), Galar (Cordobilla), Uharte, Txulapain, Noain (Elortzibar) (només Noain), Olaibar, Oltza Zendea, Orkoien, Pamplona, Tiebas-Muru Artederreta, Atarrabia, Zabaltza i Zizur Nagusia.
La seva població el 2010 és de 348.753 habitants, amb una superfície de 488,6 km², el que suposa una densitat de 685,28 hab/km².

## Demografia
En 1970, l'àrea metropolitana de Pamplona tenia 190.650 habitants. Amb el pas del temps s'ha produït un increment gradual en la població fins a arribar als 319.208 habitants actuals (2007). A continuació es mostra l'evolució de la població de l'àrea metropolitana de Pamplona en el temps:
| 2010    | 2009    | 2007    | 2006    | 2001    | 1996    | 1991    | 1986    | 1981    | 1975    | 1970    |
| ------- | ------- | ------- | ------- | ------- | ------- | ------- | ------- | ------- | ------- | ------- |
| 348.753 | 334.830 | 319.208 | 315.988 | 309.631 | 256.968 | 254.377 | 245.107 | 239.202 | 216.268 | 190.650 |

A causa de la construcció progressiva de nous desenvolupaments, la població de l'àrea metropolitana de Pamplona es troba en una fase de creixement i desplaçament des de les ciutats més poblades com Pamplona o Barañain (que van perdre respectivament 875 i 557 habitants en 2007), cap als municipis en els quals es troben aquests nous barris, principalment Eguesibar (que va guanyar 1.700 habitants en el mateix període), Berriobeiti (559), Noain (Elortzibar) (533) i Uharte (486). En el seu conjunt, l'àrea metropolitana de Pamplona va guanyar 3.147 habitants en 2007. És previsible que aquesta tendència es mantingui en els propers anys, amb major augment del nombre d'habitants a Eguesibar (a conseqüència de la segona fase de Sarriguren), a Pamplona (a causa dels nous barris d'Etxabakoiz i Arrosadia-Lezkairu), a la Vall d'Aranguren (a conseqüència de la construcció del barri d'Entremutiloas), Berriobeiti (pel barri de Nueva Artika), etc.

## L'àrea metropolitana de Pamplona respecte a Navarra
A l'àrea metropolitana de Pamplona resideix més de la meitat de la població de tota Navarra, concretament el 54,83% (2010). En la següent taula es compara la població del municipi de Pamplona i la de la seva àrea metropolitana respecte a la població total de Navarra.
| Entidad local                  | 2010    | %      |
| ------------------------------ | ------- | ------ |
| Pamplona                       | 197.488 | 31,05% |
| Àrea metropolitana de Pamplona | 348.753 | 54,83% |
| Navarra                        | 636.038 | 100,0  |

## Llista de municipis i habitants (2010)

Municipis pertanyents a l'àrea metropolitana.

| Nom                     | Població 2006 | Població 2009 | Població 2010 | Superfície | Densitat 2006 |
| ----------------------- | ------------- | ------------- | ------------- | ---------- | ------------- |
| Antsoain                | 9.952         | 10.500        | 10.603        | 1,9        | 5237,9        |
| Barañain                | 22.401        | 22.110        | 21.705        | 1,4        | 16000,7       |
| Beriain                 | 3.125         | 3.651         | 3.655         | 5,3        | 589,6         |
| Berriobeiti             | 2.347         | 4.344         | 4.852         | 25,7       | 91,32         |
| Berriozar               | 8.555         | 9.020         | 9.034         | 2,7        | 3168,5        |
| Burlata                 | 18.388        | 18.595        | 18.389        | 2,2        | 8358,9        |
| Zizur Zendea            | 2.238         | 3.110         | 3.366         | 46,5       | 48,13         |
| Etxauri                 | 509           | 583           | 595           | 14,1       | 36,1          |
| Eguesibar               | 5.379         | 10.787        | 14.353        | 53,5       | 100,54        |
| Ezkabarte               | 1.540         | 1.661         | 1.677         | 34         | 45,3          |
| Galar                   | 1.456         | 1.628         | 1.740         | 44,9       | 32,49         |
| Uharte                  | 4.671         | 5.858         | 6.095         | 3,8        | 1229,2        |
| Txulapain               | 542           | 569           | 588           | 31,5       | 17,2          |
| Noain (Elortzibar)      | 4.789         | 6.806         | 7.119         | 48,2       | 99,3          |
| Olaibar                 | 199           | 224           | 232           | 16         | 12,4          |
| Oltza Zendea            | 1.535         | 1.576         | 1.635         | 40,7       | 37,7          |
| Orkoien                 | 2.251         | 3.320         | 3.511         | 5,6        | 402           |
| Pamplona                | 195.769       | 198.491       | 197.488       | 25,1       | 7799,5        |
| Tiebas-Muru Artederreta | 588           | 629           | 649           | 21,4       | 27,5          |
| Aranguren               | 6.133         | 7.139         | 7.317         | 40,5       | 151,4         |
| Atarrabia               | 10.295        | 10.642        | 10.568        | 1,1        | 9359,1        |
| Zabaltza                | 202           | 242           | 266           | 14         | 14,4          |
| Zizur Nagusia           | 13.197        | 13.345        | 13.316        | 5,1        | 2587,6        |
| Total                   | 315.988       | 334.830       | 348.753       | 488,6      | 653,4         |